# Айета
Айѐта (на италиански: Aieta, може да се намира и неофициалната форма Ajeta) е село и община в Южна Италия, провинция Козенца, регион Калабрия. Разположено е на 524 m надморска височина. Населението на общината е 822 души (към 2012 г.).